# Niels Basse Fønss (1827-1907)
 Der er flere personer med dette navn, se Niels Basse Fønss.
Niels Basse Fønss (født 9. maj 1827 på Hindsgavl, død 30. december 1907 sammesteds) var en dansk godsejer, far til Frederik Niels Basse Fønss.
Han var søn af Niels Basse Fønss og hustru til Stamhuset Hindsgavl og overtog stamhuset i 1858. Han blev 1845 hofjunker, 1850 titulær jægermester, 1856 hofjægermester og 1875 kammerherre.
22. oktober 1856 ægtede han i Vor Frue Kirke i København Fanny Manon Georgine von Lowzow (født 2. juni 1837 i København, død 25. juli 1870 på Hindsgavl), datter af justitiarius Frederik von Lowzow og Sophie Marie Charlotte von Blücher af Altona. I sit andet ægteskab giftede han sig 22. september 1871 med Marie Louise Charlotte Vilhelmine baronesse Wedell-Wedellsborg (født 9. juni 1848 i København, død 23. oktober 1876 på Hindsgavl), datter af baron Fritz Wedell-Wedellsborg og Eleonora "Ella" Ida Christine Friderikke baronesse Selby.